# Бала-Кришна

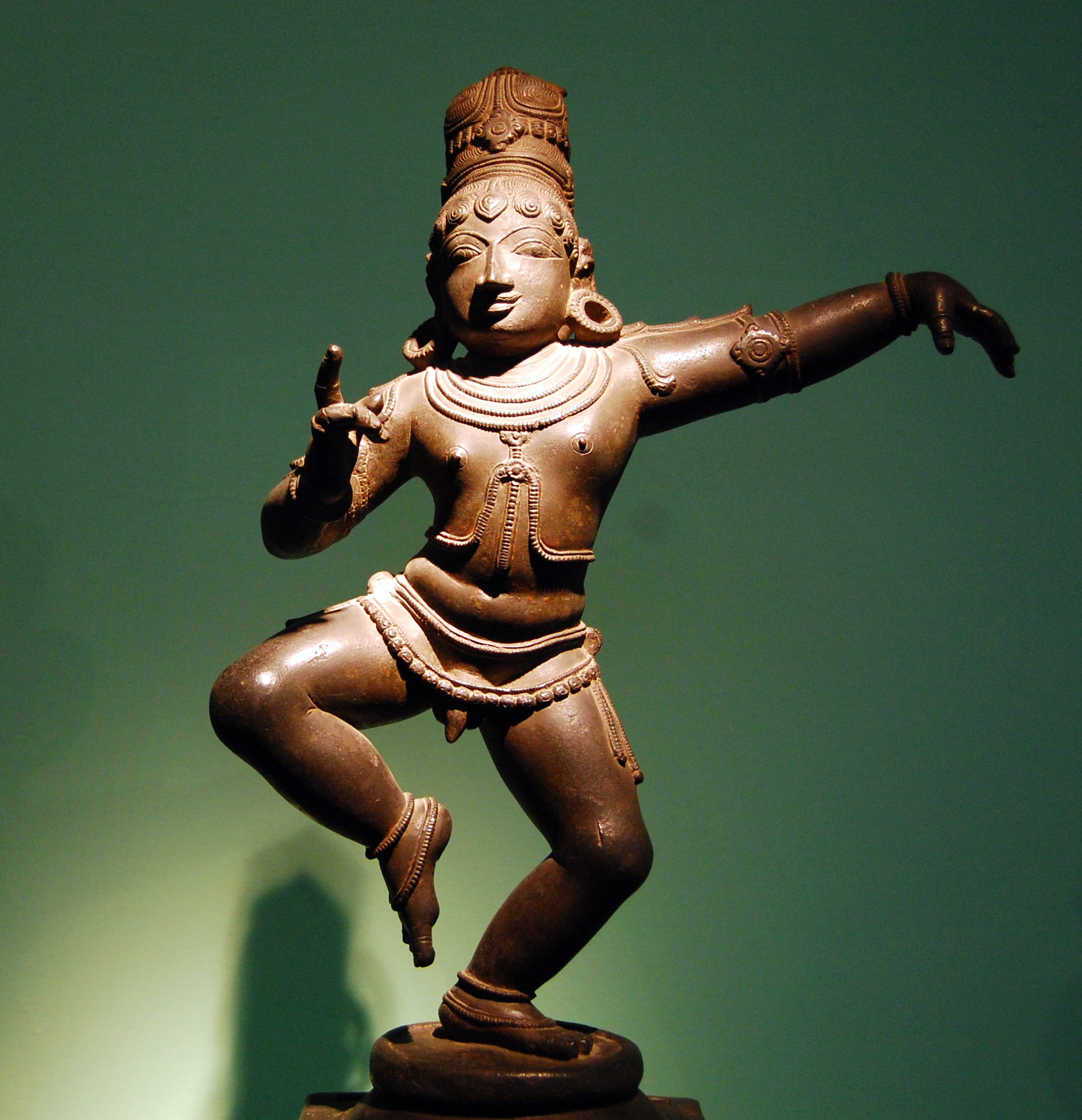
Танцующий Бала-Кришна. Национальный музей Индии

Ба́ла-Кри́шна (санскр. बाल कृष्ण, IAST: bālakṛṣṇa, «младенец Кришна» или «ребёнок Кришна», иногда также переводится как «божественный ребёнок Кришна») — одна из форм Кришны в индуизме, в которой он предстаёт как Бог-ребёнок.

## История
Поклонение Бала-Кришне, божественному ребёнку, является значительным, хотя и малоизученным аспектом кришнаизма. Бала-Кришна — одна из самых популярных форм Кришны в современном индуизме, в особенности в ряде традиций регионального поклонения в Индии Самые ранние исторические свидетельства поклонения Кришне относятся к периоду V — II веков до н. э., когда, согласно трудам Мегасфена, «Артха-шастре» Чанакьи и надписи на колонне Гелиодора, Кришне-Васудеве поклонялись в монотеистическом контексте как Верховной Личности Бога, как Верховному Существу, вечному, совершенному и полному блаженства.. Культ Бала-Кришны исторически является одной из самых древних форм поклонения в кришнаизме и одним из важных этапов в истории развития Кришна-бхакти. Культ Бала-Кришны был одной из традиций, которые на более позднем этапе своего развития слились вместе и достигли кульминации в поклонении Радхе-Кришне как сваям-бхагавану. Другие монотеистические традиции, такие как бхагаватизм и культ Гопала, наряду с культом Кришны-Васудевы явились основой для современных течений монотеистического кришнаизма. Согласно Клаусу Клостермайеру:
Современная традиция поклонения Кришне возникла в результате синтеза различных элементов. Согласно историческим свидетельствам, культ Кришна-Васудевы достиг своего расцвета в регионе Матхуры за несколько веков до рождества Христова. Вторым по значимости элементом в этой традиции был культ Кришна-Говинды, а на более позднем этапе — поклонение Бала-Кришне, Кришне как божественному ребёнку — важный аспект современного кришнаизма. Новейшим элементом, похоже, был культ Кришна-гопиджанаваллабхи — поклонение Кришне как возлюбленному пастушек гопи, среди которых Радха занимает особое положение. В некоторых источниках Кришна представляется как основоположник и первый учитель религи бхагавата
.
В «Бхагавад-гите» Кришна учит универсальной монотеистической религии и объявляет себя Всевышним Богом, сваям-бхагаваном. По мнению некоторых учёных, историческое слияние культов Кришны и Вишну повлекло за собой передачу Кришне многих эпитетов и функций Вишну. Детские игры Кришны оказались в центре средневековых культов Кришна-бхакти, из которых позднее развился ряд традиций кришнаизма.
Поклонение Бала-Кришне вышло за пределы Индии и пришло на Запад во второй половине XX века, в основном благодаря вайшнавскому религиозному деятелю и проповеднику Бхактиведанте Свами Прабхупаде. С целью проповеди гаудия-вайшнавской традиции индуизма в 1965 году Свами Прабхупада прибыл в США и годом позже основал индуистскую вайшнавскую организацию Международное общество сознания Кришны (ИСККОН), также получившую известность как движение Харе Кришна. Одной из основных целей в своей проповеднической деятельности Свами Прабхупада считал открытие храмов Кришны по всему миру. Ещё до основания ИСККОН, всего лишь через два месяца после прибытия в США, он хотел открыть большой храм Бала-Кришны в Нью-Йорке. В письме одному из своих меценатов в Индии, Сумати Морарджи, Бхактиведанта Свами Прабхупада писал следующее:
Мне кажется, что для этой цели мы должны немедля открыть храм Бала-Кришны в Нью-Йорке. Как преданная Господа Бала-Кришны Вы должны как можно скорее взяться за выполнение этой великой и благородной миссии. На сегодняшний день для индуистов в Нью-Йорке нет храма, в котором они могли-бы поклоняться, тогда как в Индии существует такое огромное количество американских миссионерских общин и церквей.
В настоящее время Бала-Кришна является популярным объектом поклонения для индуистов на Западе.

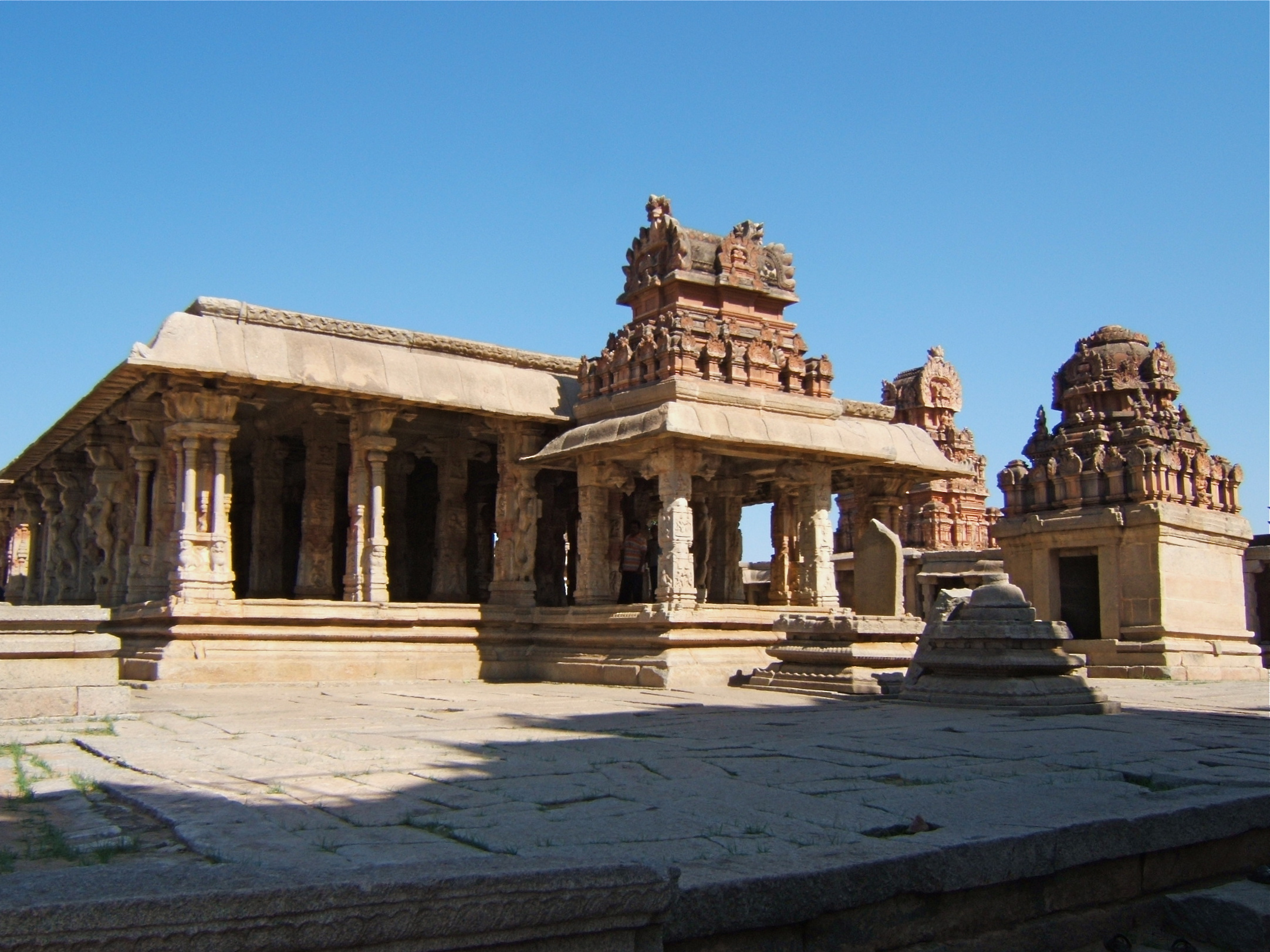
Храм Бала-Кришны в Хампи, Карнатака

## Бала-Кришна в индуистских литературе и искусстве
Замечательны некоторые чудесные игры, совершённые Кришной в этой его форме божественного младенца. В «Шримад-Бхагаватам» и других Пуранах описывается история, в которой демоница Путана попыталась отравить Кришну, накормив его молоком из своей груди, намазанной ядом. Кришна, однако, высосал из груди Путаны вместе с молоком её жизнь.
В искусстве Бала-Кришну часто изображают как маленького проказливого ребёнка-ползунка, ворующего и поедающего сливочное масло вместе со своим братом Баларамой.
Одним из самых замечательных архитектурных памятников культа Бала-Кришны является храм Бала-Кришны в Хампи, построенный виджаянагарским раджей Кришнадевараей в 1513 году. Центральный алтарь храма был посвящён мурти Бала-Кришны, а на стенах основного храма и гопурам вырезаны на камне различные истории Кришны из Пуран.

## Божество Бала-Кришны в Удупи
Самым знаменитым мурти Бала-Кришны является Шри Кришна в Удупи, которого установил там сам Мадхвачарья. По преданию более 5000 лет назад сам Кришна с помощью зодчего богов Вишвакармы изваял из шалаграма-шилы мурти Бала-Кришны и мурти Баларамы. Говорится, что этим божествам поклонялась жена Кришны Рукмини в Двараке. Через некоторое время божества попали к Арджуне, который поклонялся им и в конце своей жизни закопал их. В XIII веке один капитан корабля поднял два огромных куска глины (гопи-чандана) на борт своего судна и стал использовать их в качестве балласта. Однажды этот корабль проплывал мимо берега у деревни Малпе, что в пяти километрах к западу от Удупи. Начался шторм, и корабль был близок к тому, чтобы потерпеть крушение. Но Мадхавачарья, занимавшийся в этот момент медитацией на берегу, замахал своей одеждой, привлёк внимание моряков и таким образом спас судно и находившихся на нём людей. В знак благодарности капитан попросил Мадхвачарью принять в дар любую вещь, которую он увидит на борту корабля. Мадхавачарья забрал с собой куски глины. Разломав их, он обнаружил прекрасные мурти Кришны и Баларамы. Балараму он установил около Малпе, и это божество с тех пор известно под именем Вадабхандешвара. Мурти Кришны Мадхвачарья отнёс в Удупи и установил его в своём монастыре, который после этого стал важным местом паломничества. Начатое Мадхвой поклонение этим божествам не прекращается и по сей день. Во время церемонии установки божеств рядом с Кришной поместили лампадки, обнаруженные вместе с божеством в глине. Как часть ритуала сам Мадхвачарья зажёг их и с тех пор огонь в лампадках поддерживается непрерывно вот уже более 700 лет.

## В массовой культуре
В фильме «Игла» у главного героя Моро, роль которого исполняет Виктор Цой, имеется картинка с изображением Бала-Кришны и Баларамы.

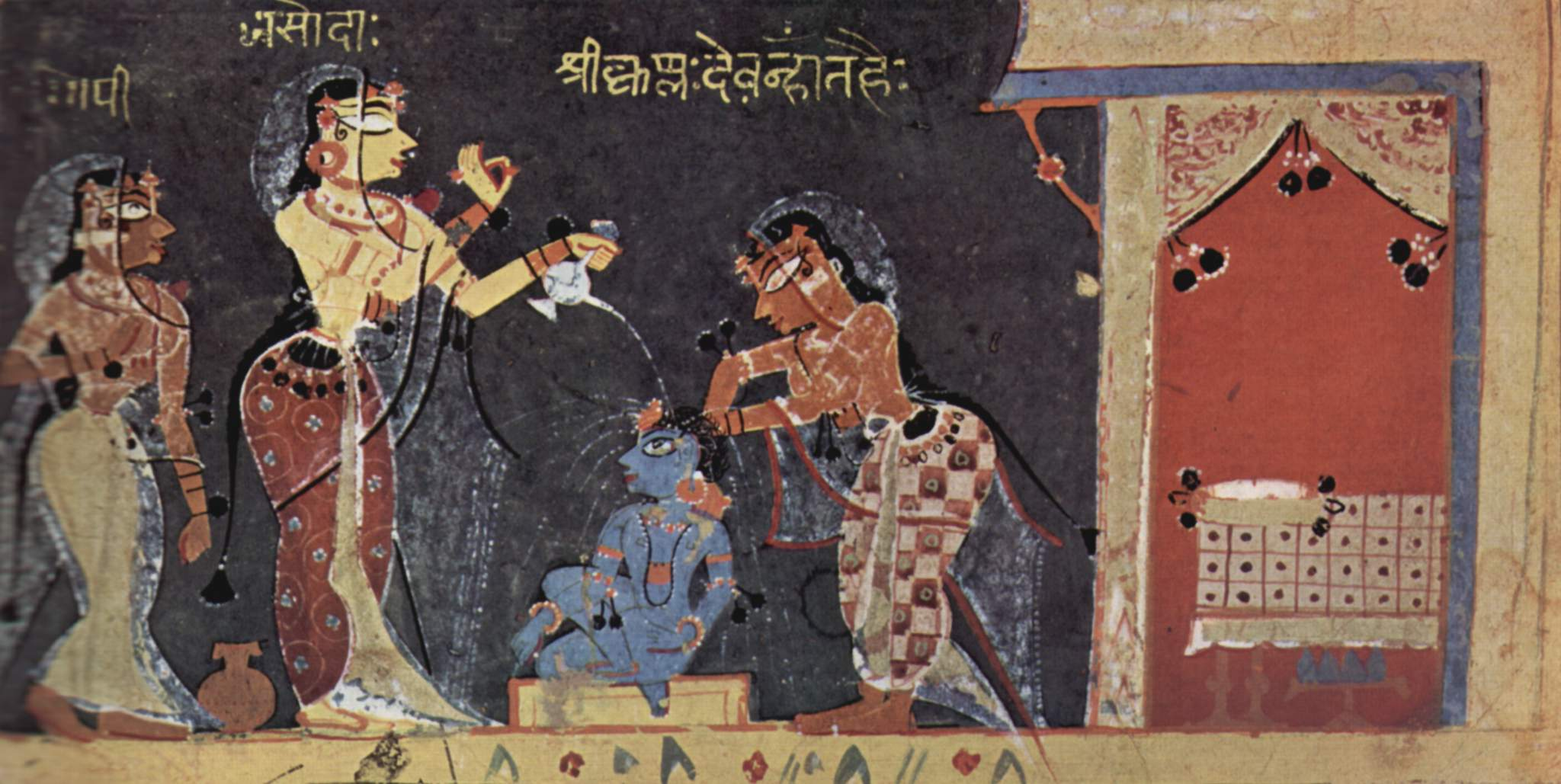
Яшода купает Бала-Кришну (иллюстрация к западноиндийскому манускрипту «Шримад-Бхагаватам»)

## В России
В начале 1990-х годов в Амурской области была найдена бронзовая статуэтка. Было установлено, что скульптура изображает Бала-Кришну с куском масла (Махана) в руке и принадлежит к индуисткому культу.
Изображение могло было быть принесено в среду монгольских народов в период возникновения ламаизма и их знакомства с буддизмом, возможно, в первой половине II тыс. Существует предположение, что скульптурка могла попасть на Амур и благодаря даурам — моголоязычному народу, выделившемуся из общемонгольского центра, и мигрировавшему в Приамурье где-то XII—XIII веках, которые могли принимать её за предмет буддийского культа или же использовали в шаманских практиках.

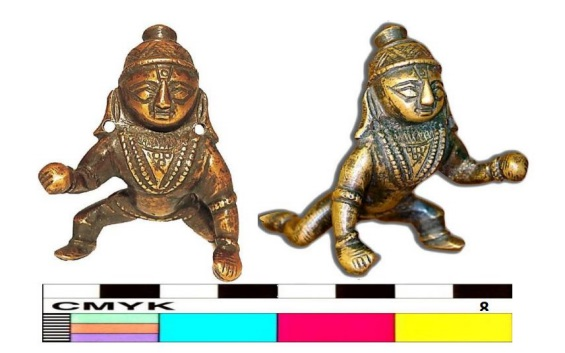
В начале 1990-х годов прошлого века в археологическую лабораторию Благовещенского пединститута была передана уникальная бронзовая статуэтка. Найдена она случайно в привезенном для хозяйственных нужд песчаном грунте.